# Kyoji Yamawaki
Kyoji Yamawaki född den 17 september 1957 i Saiki, Japan, är en japansk gymnast.
Han tog OS-brons i lagmångkampen i samband med de olympiska gymnastiktävlingarna 1984 i Los Angeles.